# Lee Leffingwell
Lee Leffingwell (* 13. října 1939, Austin, Texas, USA) je americký pilot, environmentalista a politik, bývalý starosta texaského hlavního města Austinu.
Nejdříve se v roce 2005 stal členem austinské městské rady, znovuzvolen byl roku 2008. Úřad starosty zastával v letech 2009 – 2015.
Ve volbách získal více než 52% hlasů.